# Ochenta y ocho
El ochenta y ocho (88) es el número natural que sigue al ochenta y siete y precede al ochenta y nueve.

## Propiedades matemáticas
- Es un número compuesto, que tiene los siguientes factores propios: 1, 2, 4, 8, 11, 22, 44 y 88. Como la suma de sus factores es 180 > 176 (176 es el resultado de multiplicar 88 por dos), se trata de un número abundante.
- Es un número palindrómico en base 10.

## Características
- 88 es el número atómico del radio (Ra).
- Los pianos tienen 88 teclas.
- Hay 88 constelaciones en el cielo nocturno.
- Eighty Eight (88 en inglés) es el nombre de un municipio en Kentucky (Estados Unidos).
- El número es muchas veces usado como una forma cubierta de apoyo al nazismo y en otros contextos antisemitas, racistas, y xenofóbicos. Si a cada letra del abecedario se le asigna un número, empezando por la A, el número 88 equivaldrá a "HH", las iniciales de Heil Hitler.[1]